# Chlorocypha molindica
Chlorocypha molindica é uma espécie de libelinha da família Chlorocyphidae.
Pode ser encontrada nos seguintes países: Burundi, República do Congo, República Democrática do Congo, Ruanda e Uganda.
Os seus habitats naturais são: florestas subtropicais ou tropicais húmidas de baixa altitude, regiões subtropicais ou tropicais húmidas de alta altitude e rios.
Está ameaçada por perda de habitat.